# Dreyssigsche Singakademie
Die Dreyssigsche Singakademie war ein gemischter Chor in Dresden. Er bestand von 1807 bis in die 1930er Jahre.

## Geschichte
Anton Dreyssig, Organist an der Katholischen Hofkirche, gründete die Sing-Academie am 5. März 1807 mit acht Sängern. Als Anregung und Vorbild diente die 1791 gegründete Berliner Singakademie. Unterstützt wurde er von Christian Gottfried Körner, dem Vater von Theodor Körner. In dessen Haus fanden schon seit ca. 1804 wöchentliche Singübungen in einem kleinen Kreis von Sängerinnen und Sängern statt, von denen einige später auch in die Dreyssigsche Singakademie eintraten. Der von Dreyssig neu gegründete Chor hatte seinen ersten öffentlichen Auftritt am 9. November 1812 (vor der Schlacht an der Beresina) in der Dresdner Dreikönigskirche. Carl Maria von Weber schrieb danach über diesen Auftritt: „Die klassischen Meisterwerke Händels, Mozarts, Haydns usw. waren für uns neu und nie gehört.“
1832 schloss sich die Dreyssigsche Singakademie mit dem Steuber’schen Singverein zusammen.
Unter Johann Gottlob Schneider junior sang der Chor vor allem Oratorien von Georg Friedrich Händel, unter anderem Belshazzar (März 1844). Andere Werke waren Die Schöpfung (Dezember 1813), Die Jahreszeiten (1850) und Mozarts Requiem (1860). Beethovens Missa solemnis wurde in Sankt Petersburg und im böhmischen Varnsdorf (März 1839) aufgeführt. Mit der Singakademie führte Richard Wagner Beethovens 9. Sinfonie am Palmsonntag 1846 auf. Adolf Reichel leitete den Chor von 1857 bis 1867 und Gustav Adolf Merkel von 1867 bis 1873. Einen seiner größten Auftritte hatte der Chor im Sommer 1862 beim ersten Fest des Deutschen Sängerbundes in Dresden.
Die Singakademie verfügte 1832, beim Zusammenschluss mit dem Steuber'schen Singverein, über 64 Mitglieder, in den 1840ern um die 100 Mitglieder, zum 50-jährigen Bestehen 1857 über 163 und 1907 zum 100-jährigen Bestehen über 240 Mitglieder.
Ehrenmitglieder der Dreyssigschen Singakademie waren im 19. Jahrhundert u. a. Johannes Brahms, Clara Schumann, Ernst von Schuch und Ferdinand Hiller.

## Musikdirektoren
- 1807–1815 Anton Dreyssig
- 1815–1822 Theodor Weinlig
- 1822–1830 Ferdinand Mende
- 1830–1832 Karl Gottlob Mühle
- 1832–1857 Johann Gottlob Schneider
- 1857–1858 Robert Pfretzschner
- 1858–1867 Adolf Reichel
- 1867–1873 Gustav Merkel
- 1873–1884 Adolf Blaßmann
- 1884 Franz Wüllner
- 1884–1888 Adolf Hagen
- 1888–1893 Theodor Müller-Reuter
- 1893–1895 Georg Alois Schmitt
- 1895–mind. 1907 Kurt Hösel

## Prominente Mitglieder
- Graf Wolf Heinrich von Baudissin (1789–1878), Diplomat, Schriftsteller und Übersetzer
- Sophie Gräfin von Baudissin (1817–1894), Pianistin, Komponistin und Schriftstellerin
- Eduard Bendemann (1811–1889), Maler
- Eduard Devrient (1801–1877), Schauspieler und Sänger
- Wilhelmine Devrient (1804–1860), Opernsängerin
- Franz Seraphin von Kuefstein (1794–1871), Gesandter und Hofbeamter
- Wilhelm von Kügelgen (1802–1867), Porträt- und Historienmaler, Schriftsteller und Hofmaler
- Carl Reissiger (1798–1859), Kapellmeister und Komponist
- Clara Schumann (1819–1896), Pianistin, Komponistin, Klavierlehrerin und Herausgeberin
- Marie Wieck (1832–1916), Pianistin und Sängerin